# Ungeduld (Roman)
Ungeduld (original Нетерпение – Njeterpenije) ist ein historischer Roman von Juri Trifonow aus dem Jahr 1973, der anhand von authentischen Personen die Geschichte der Narodowolzen, einer radikaleren Abspaltung der Narodniki (Volkstümler), im Russland Alexanders II. zwischen 1878 und 1881 erzählt, und dabei auch die Geschichte der Nihilisten und Anarchisten streift. Der Roman erschien in deutscher Übersetzung 1975 in der DDR und in der BRD in unabhängigen Ausgaben.

## Auflagen
- Ungeduld. Volk und Welt, Berlin 1975[1]
- Die Zeit der Ungeduld. Scherz, München 1975, ISBN 3-502-10750-5, 450 S.[2]
- Die Zeit der Ungeduld. dtv, München 1983, ISBN 3-423-01406-7[2]